# Villa Angarano
La villa Angarano est une villa veneta d'Andrea Palladio sise à Bassano del Grappa, dans la province de Vicence et la région Vénétie, en Italie.
Du projet originellement conçu par Palladio à la fin des années 1540, seules, les ailes latérales ont été construites. Le corps central est dû à l'architecte Baldassare Longhena au XVIIe siècle.
Cette villa, ainsi que vingt-trois autres et le centre historique de la ville de Vicence sont inscrits sur la liste du patrimoine mondial de l'UNESCO.

## Historique

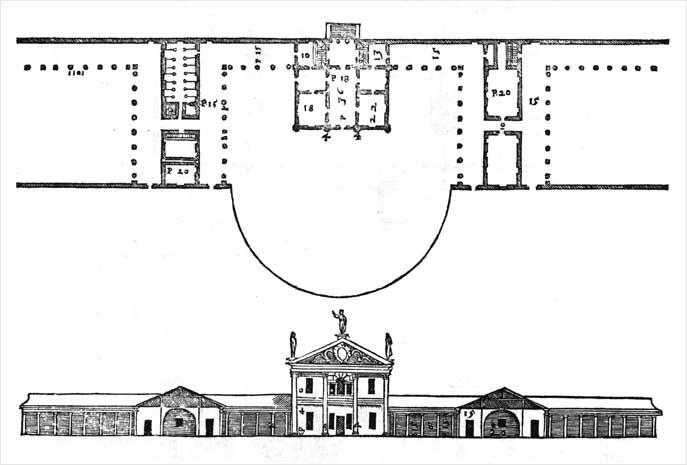
Projet de Andrea Palladio, publié dans Les Quatre Livres de l'architecture (1571)

De la villa que Palladio conçoit pour son grand ami Giacomo Angarano, dans les environs de Bassano del Grappa, ne subsistent que les deux barchesse qui flanquent la maison seigneuriale, dont l'aspect est clairement du XVIIe siècle.
La table des Quatre Livres de l'architecture (II, p. 63) restitue le plan de la propriété et les intentions de Palladio : deux barchesse sont disposées de part et d'autre de la maison seigneuriale, très avancée. Les documents relatifs à la villa précisent la présence d'une maison sur la propriété, habitée par Giacomo, qui, probablement, a conduit à construire d'abord les barchesse. Ces travaux sont interrompus avant la restructuration de la vieille maison, cependant réalisée ensuite mais certainement pas selon le plan de l'architecte padouan. 
En réalité, la date du projet de Palladio n'est pas certaine non plus. Traditionnellement, on la situe à la fin des années 1540, étayée de solides arguments mais il est possible qu'elle soit consécutive au soudain héritage obtenu, en 1554, par Giacomo de son frère Marcantonio, tout en considérant que, deux années plus tard, il acquiert d'importantes charges publiques à Vicence.
Angarano est un passionné d'architecture et un ami proche de Palladio, qui, en 1570, lui dédie la première moitié de son traité Les Quatre Livres d'architecture.
Malheureusement, 18 ans plus tard, Giacomo doit rendre l'intégralité de sa dot à sa belle-fille, devenue veuve. Le désastre financier provoqué par cet évènement le contraint à vendre sa villa au patricien vénitien Giovanni Formenti.

## Images

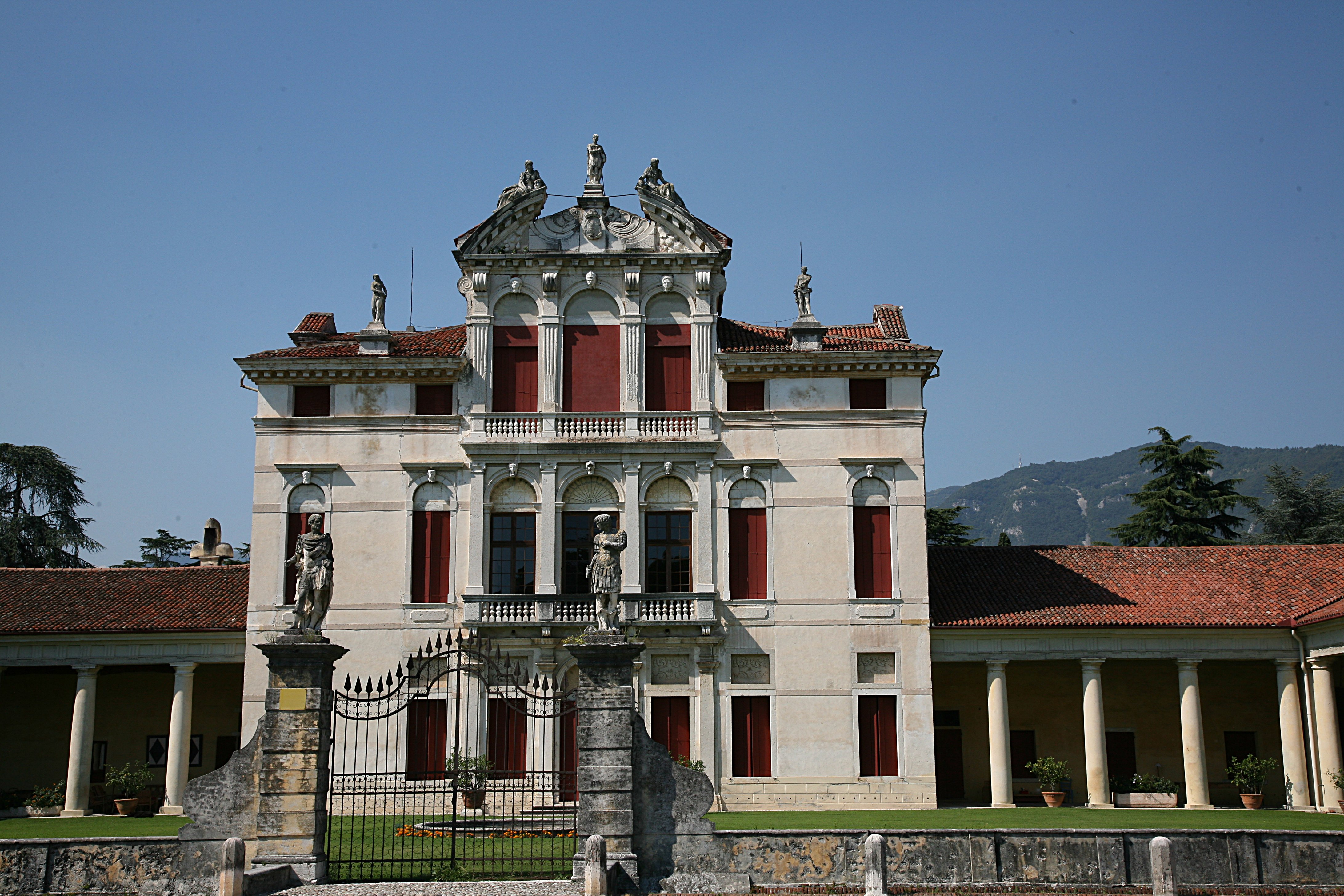
La maison seigneuriale
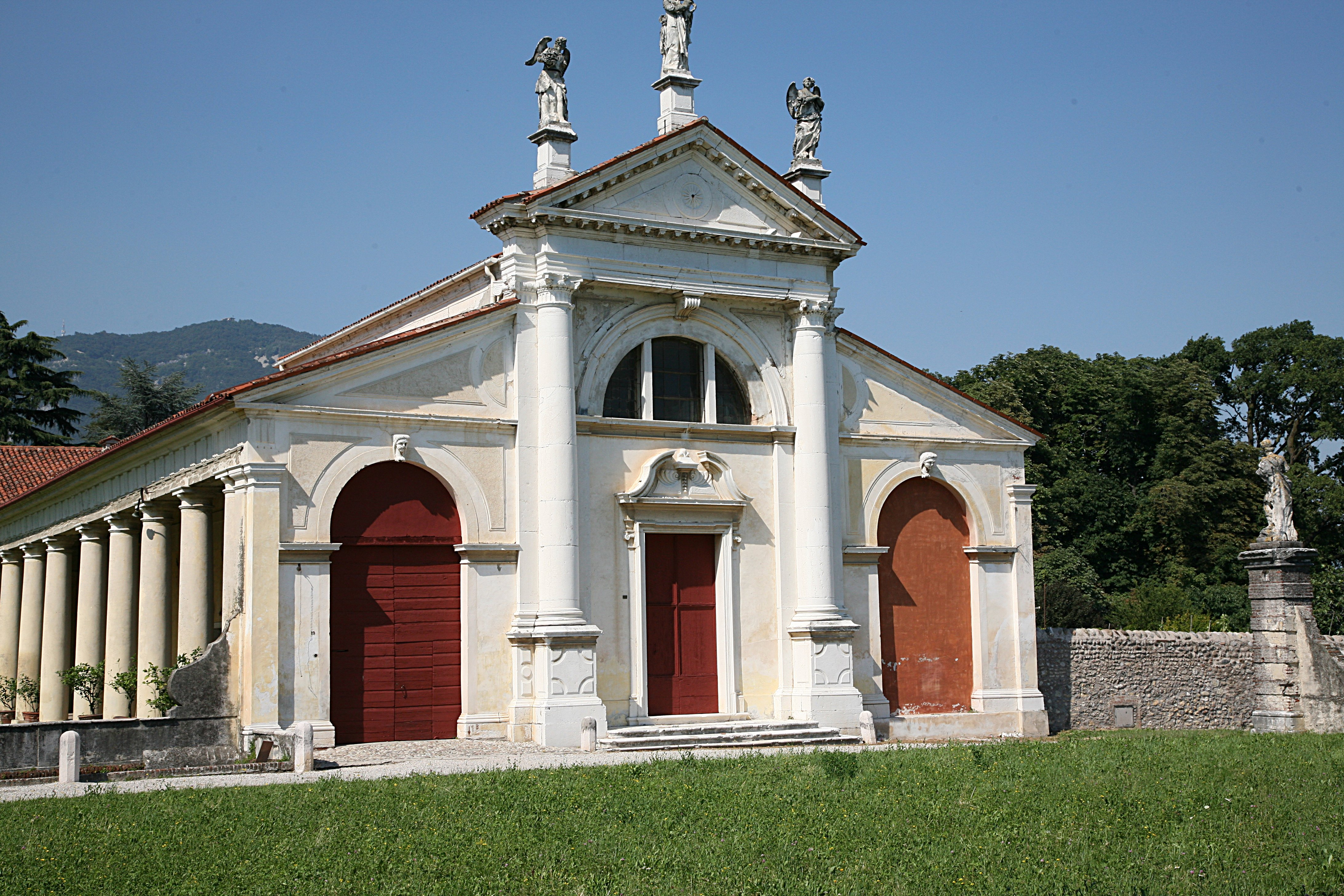
La chapelle nobiliaire
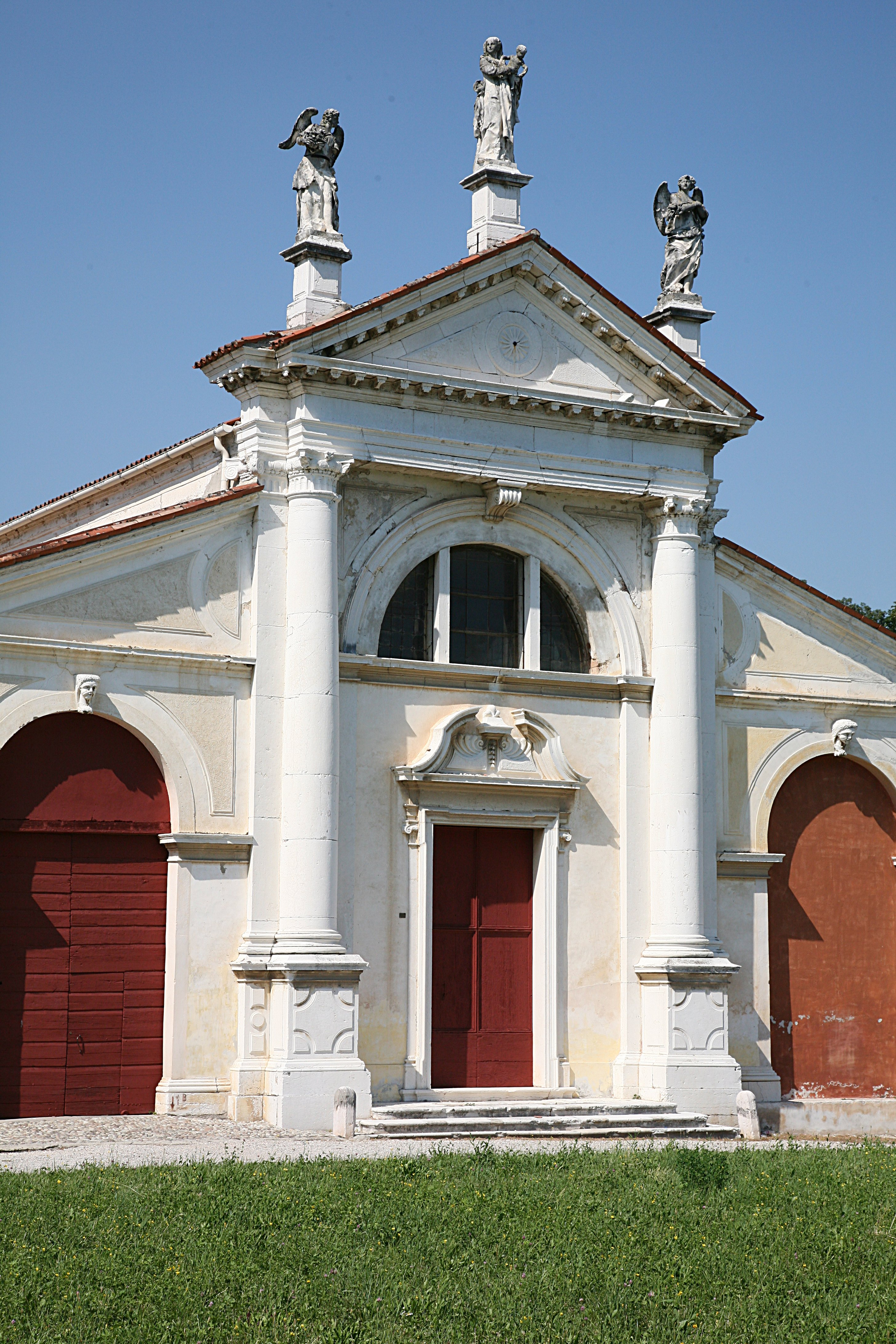
Détail du portail d'entrée de la chapelle nobiliaire

## Sources de traduction
- (it) Cet article est partiellement ou en totalité issu de l’article de Wikipédia en italien intitulé « Villa Angarano » (voir la liste des auteurs) dans sa version du 21 septembre 2008. Il est lui-même issu du texte relatif à la villa Angarano, sur le site du CISA, http://www.cisapalladio.org, lequel a autorisé sa publication (cf  tkt #2008031210017761)